# Calamophis sharonbrooksae
Calamophis sharonbrooksae — вид змій родини гомалопсових (Homalopsidae). Ендемік Індонезії. Вид описаний у 2012 році.

## Поширення і екологія
Calamophis sharonbrooksae мешкають в горах Арфак на півострові Чендравасіх на Новій Гвінеї.